# Богатьонкова
Богатьо́нкова (рос. Богатёнкова) — присілок у складі Каменського міського округу Свердловської області.
Населення — 261 особа (2010, 235 у 2002).
Національний склад станом на 2002 рік: росіяни — 89 %.